# Le Fouilloux
Le Fouilloux ist eine südwestfranzösische Gemeinde mit 760 Einwohnern (Stand 1. Januar 2022) im Département Charente-Maritime in der Region Nouvelle-Aquitaine (vor 2016 Poitou-Charentes). Die Gemeinde gehört zum Arrondissement Jonzac und zum Kanton Les Trois Monts. Die Einwohner werden Fouillousains genannt.

## Lage
Le Fouilloux liegt im Süden der Saintonge etwa 50 Kilometer nordöstlich von Bordeaux. Umgeben wird Le Fouilloux von den Nachbargemeinden Boresse-et-Martron im Norden, Sauvignac im Norden und Nordosten, La Genétouze im Nordosten und Osten, Boscamnant im Osten, Saint-Martin-de-Coux und Saint-Pierre-du-Palais im Süden, Montguyon im Westen sowie Neuvicq im Nordwesten.

## Bevölkerungsentwicklung
| Jahr                       | 1962 | 1968 | 1975 | 1982 | 1990 | 1999 | 2008 | 2019 |
| Einwohner                  | 1014 | 925  | 767  | 667  | 615  | 628  | 664  | 771  |
| Quellen: Cassini und INSEE |      |      |      |      |      |      |      |      |

## Sehenswürdigkeiten
- Kirche Mariä Himmelfahrt
- Schlossruine Decazes in Le Gibeau